# Banditflugsnappare
Banditflugsnappare (Vauriella goodfellowi) är en fågel i familjen flugsnappare. Den förekommer i bergsskogar på den filippinska ön Mindanao. Arten är sällsynt och IUCN kategoriserar den som nära hotad.

## Utseende och läte
Banditflugsnappare är en rätt stor flugsnappare, med mörkbrun ovansida, ljust gråbrunt på bröst och flanker samt vitt på strupe och buk. På huvudet syns vita "glasögon" och vit panna, med en tunn svart ring runt ögat och ett svart tygelstreck. Bland lätena hörs ljusa visslingar och vassa "tsik!".

## Utbredning och systematik
Fågeln återfinns i södra Filippinerna i bergsskogar på ön Mindanao. Där är den känd från sex lokaler: Civolig (nära Gingoog City), Daggayan (inåt landet from Gingoog City), Mt Kitanglad, Mt Apo, Lake Sebu and Mt Busa. Den behandlas som monotypisk, det vill säga att den inte delas in i några underarter.

### Släktestillhörighet
Arten har tidigare först till släktet Rhinomyias, men genetiska studier visade att den då förmodade nära släktingen Rhinomyias insignis stod förvånande nog närmare kortvingarna i Brachypteryx och näktergalarna i Larvivora. Båda arter har därför flyttats tillsammans med ytterligare två före detta Rhinomyias-flugsnappare till släktet Vauriella. Senare studier har bekräftat insignis släktskap, men samtidigt visat att goodfellowi istället utgör en egen utvecklingslinje i en klad bestående bland annat av Muscicapa. Detta har dock ännu inte lett till några taxonomiska förändringar.

## Status
Arten har ett relativt litet utbredningsområde där habitatförlust och degradering pågår. Internationella naturvårdsunionen IUCN kategoriserar arten som nära hotad.

## Namn
Fågelns vetenskapliga artnamn hedrar den engelske upptäcktsresanden, ornitologen och samlaren Walter Goodfellow (1866-1953), verksam bland annat i Filippinerna. Släktesnamnet Vauriella är diminutiv av Charles Vaurie (1906–1975), en amerikansk ornitolog och systematiker.